# GSP Atlas
GSP Atlas – румунська самопідіймальна бурова установка.

## Загальні відомості
В межах програми пошуку родовищ на чорноморському шельфі Румунія організувала на верфі у дунайському Галаці (наразі Damen Shipyard Galati) спорудження бурових установок за придбаним у США проєктом. П’ятою в цій серії стала установка Atlas, яка стала до ладу в 1985 році. 
За своїм архітектурно-конструктивним типом судно відноситься до самопідіймальних (jack-up) і має чотири опори довжиною по 122 метра. Роботи провадяться при максимальній висоті хвиль до 9 метрів та їх інтервалі у 12 секунд і швидкості вітру до 50 вузлів. Судно здатне витримувати шторм при максимальній висоті хвиль до 12 метрів та їх інтервалі у 10 секунд і швидкості вітру до 86 вузлів. 
Розміщена на борту бурова установка Upetrom TFM-38 потужністю 3000 кінських сил дозволяє здійснювати спорудження свердловин глибиною 7,6 км. Первісно для проведення бурових робіт судно мало займати місце над устям свердловини (slot type). Наразі установка оснащена кантилевером — виносною консоллю для бурового обладнання, яка дозволяє провадити роботи над існуючими нафтовими платформами. 
Після модернізації силова установка Atlas базується на 5 двигунах Caterpillar 3512 загальною потужністю 6,2 МВт, крім того, існує один аварійний двигун Caterpillar C-18 потужністю 0,43 МВт.
Судно є несамохідним, тому пересування до місця виконання робіт повинне здійснюватися шляхом буксирування.
На борту може проживати 90 осіб (не рахуючи 2 місць у госпіталі).
Atlas має майданчик для гелікоптерів розмірами 24,4х24,4 метра, призначений для прийому машин типів Puma SA 330.
Протягом майже двох десятків років судно належало державній нафтовій компанії Petrom, яку в 2004-му приватизували і продали австрійській OMV. В 2005-му Petrom продала весь свій флот активних самопідіймальних бурових установок, і в тому числі Atlas, румунській компанії Grup Servicii Petroliere (GSP). Остання в 2008-му провела перейменування суден свого флоту, додавши до кожної назви початковий елемент «GSP», так що Atlas стала носити назву GSP Atlas.

## Служба судна
Тривалий час після спорудження Atlas використовували в румунському секторі Чорного моря для проєктів власника компанії Petrom. Нарешті, наприкінці 1990-х установку законтрактували для робіт за кордоном, після чого протягом кількох років Atlas працювала для грецької компанії Kavala Oil, яка вела розробку родовищ басейну Фасос (у північній частині Егейського моря). У 2001 році тут в районі з глибиною моря 30 метрів спорудили розвідувальну свердловину Epsilon-1 глибиною 2981 метр, під час тестування якої виникли проблеми, що погіршило проникність пласта. Свердловину законсервували, а наступного року узялись за її перебурювання (тепер вона рахувалась як Epsilon-1A), втім, і на цей раз роботи прийшлось перервати при глибині свердловини 2985 метрів. Нарешті, того ж 2002-го при забурюванні чергового стовбуру, відомого як Epsilon-1AS, вдалось досягти глибини у 3125 метрів та провести повноцінне тестування, яке дозволило відкрити нафтове родовище Епсілон.
В листопаді 2003 – січня 2004-го у тій же затоці Фасос Atlas спорудила розвідувальну свердловину Kallirachi-1, яка виявила некомерційний приплив нафти. Як наслідок, у жовтні 2004-го узялись за буріння оціночної свердловини Kallirachi-2, тестування якої велось до травня 2005-го, проте також не дозволило оголосити про відкриття родовища (можливо відзначити, що на той момент основним власником Kavala Oil вже була компанія Regal Petroleum, яка також відома своїми проєктами в Україні). 
Далі Atlas перевели до Перської затоки, де установка працювала за контрактом з компанією Repso YPF на іранському родовищі Сараван. 
Після проходження у 2007 році модернізації установка продовжила роботи у іранських водах, на цей раз для компанії Iran Oil Engineering Construction & Commissioning (IOECC). До переліку завдань, які виконувались в районах з глибинами моря від 22 до 75 метрів, входили буріння, освоєння, ліквідація та капітальний ремонт свердловин. Зокрема, відомо що у 2009 році GSP Atlas провела на родовищі Решадат операції із ліквідації 7 свердловин.
На початку 2010-х установка узялась за виконання багаторічного контракту з мексиканською нафтогазовою компанією PEMEX. Спеціалізоване судно для перевезення негабаритних вантажів Teal прийняло GSP Atlas в Шарджі та на початку червня 2011-го доправило її у Мексиканську затоку. Невдовзі установка почала роботи на своєму першому мексиканському родовищі Ек-Балам. У переліку виконаних для PEMEX завдань були буріння (включаючи забурювання бічних стовбурів), освоєння, тестування та проведення капітального ремонту свердловин.